# Seventeen-diszkográfia
A dél-koreai Seventeen fiúcsapat négy stúdióalbumot, három új név alatt újra kiadott albumot, egy válogatásalbumot, és tizenkét középlemezt adott ki.

## Stúdióalbumok
| Love & Letter                                                                          | - Kiadás dátuma: 2016. augusztus 25. - Kiadó: Pledis Entertainment - Formátumok: CD, digitális letöltés       | 1 | 8 | —  | — | 5  | 42 | 3 | - KOR: 210,589 - JPN: 72,978 - US: 1,000                   | N/A                                   |
| Teen, Age                                                                              | - Kiadás dátuma: 2017. november 6. - Kiadó: Pledis Entertainment - Formátumok: CD, digitális letöltés         | 1 | 5 | 25 | — | 8  | 41 | 1 | - KOR: 395,148 - JPN: 65,377                               | N/A                                   |
| An Ode                                                                                 | - Kiadás dátuma: 2019. szeptember 16. - Kiadó: Pledis Entertainment - Formátumok: CD, digitális letöltés, SMC | 1 | 1 | 7  | — | 25 | —  | 7 | - KOR: 1,169,666 - JPN: 259,065 (Phy.) - JPN: 2,085 (Dig.) | - KMCA: Millió                        |
| Face the Sun                                                                           | - Kiadás dátuma: 2022. május 27. - Kiadó: Pledis Entertainment - Formátumok: CD, digitális letöltés, SMC      | 1 | 1 | 1  | 7 | —  | —  | 1 | - KOR: 2,562,132 - JPN: 390,783 (Phy.) - US: 42,000        | - KMCA: 2x Millió - RIAJ: 2× Platinum |
| "—" azt jelzi, hogy nem került fel slágerlistára, vagy az adott régióban nem adták ki. | |   |   |    |   |    |    |   |                                                            |                                       |